# Heliaeschna idae
Heliaeschna idae är en trollsländeart som först beskrevs av Brauer 1865.  Heliaeschna idae ingår i släktet Heliaeschna och familjen mosaiktrollsländor. IUCN kategoriserar arten globalt som livskraftig. Inga underarter finns listade i Catalogue of Life.